# Risikofreier Zinssatz
Ein risikofreier Zinssatz (oder risikoloser Zinssatz; englisch risk-free interest rate) ist in der Finanztheorie ein Referenzzinssatz, der auf einem Finanzmarkt für eine Geldanlage oder Investition von einem Schuldner gezahlt wird, bei dem nach allgemeiner Ansicht kein Kreditrisiko besteht, so dass Kreditzinsen und Rückzahlung pünktlich und vollständig geleistet werden.

## Allgemeines
Referenzzinssatz bedeutet, dass der risikofreie Zinssatz als Vergleichsgrundlage für einen hiervon abweichenden Zinssatz oder die Performance herangezogen wird. Risikolos ist eine Geldanlage oder Investition, wenn sie weder Ausfall-, Zinsänderungs- noch Währungskursrisiken aufweist. Der risikofreie Zinssatz ist mithin definitionsgemäß die Rendite einer Geldanlage oder Investition, die weder einem Emittentenrisiko noch Rendite- oder Währungsschwankungen unterliegt.
Der risikofreie Zinssatz ist Bestandteil vieler gängiger Kapitalmarktmodelle wie dem Black-Scholes-Modell oder dem Capital Asset Pricing Model. Er wird unter anderem zur Bestimmung des Alphafaktor, der Marktrisikoprämie oder der Überrendite gebraucht. Die Überrendite ist die Differenz der Rendite eines Wertpapierportfolios und dem risikofreien Zinssatz. Sie wird verwendet, um die Performance mit Hilfe des Sharpe-Quotienten beurteilen zu können.
Während der Begriff „risikoloser Zinssatz“ ein feststehender Begriff in der Finanzmarkttheorie ist, gibt es keine feststehenden Vorschriften, wie er zu bestimmen ist, und er wird als solcher auch nicht offiziell ermittelt.

## Berechnung
Der Sharpe-Quotient {\displaystyle SQ} als betriebswirtschaftliche Kennzahl setzt für ein zinstragendes Finanzprodukt, Finanzinstrument oder Wertpapierportfolio {\displaystyle R_{Pf}} die Überrendite gegenüber dem risikofreien Zinssatz {\displaystyle R_{f}} ins Verhältnis zur Volatilität des Portfolios {\displaystyle V_{Pf}}:
{\displaystyle SQ={\frac {R_{Pf}-R_{f}}{V_{Pf}}}}.
Die Differenz zwischen diesem risikofreien Zinssatz und dem zu vergleichenden Zinssatz wird Kreditaufschlag (Risikoprämie) genannt. Je mehr die Bonität eines Emittenten (Emittentenrisiko) von diesem Zinssatz negativ abweicht, umso höher ist der Kreditaufschlag.

## Auswahl des Referenzzinssatzes
Die Vielzahl der Zinssätze (mehrere Geldmarktzinsen, Kapitalmarktzinsen, Kreditzinsen) macht eine Entscheidung, welcher hiervon als risikofreier Zinssatz fungieren soll, schwer. Der Emittent muss dabei die Anforderung erfüllen, dass es kein Emittentenrisiko gibt. Als Wertpapiere mit einem risikofreien Zinssatz gelten mit einem Triple A geratete Staatsanleihen wie beispielsweise Bundeswertpapiere. Wegen der höheren Marktliquidität werden Staatsanleihen mit einer Laufzeit von zehn Jahren bevorzugt. Für Anlagen bis einem Jahr Laufzeit verwendet man entweder die Renditen kürzer laufender Bundeswertpapiere oder börsentäglich öffentlich festgestellte Interbankenzinssätze, z. B. den EURIBOR. Die englischsprachige Fachliteratur nennt allgemein die 3-Monats-Treasury Bills der US-Regierung, da diese durch die kurze Laufzeit kaum durch Inflation oder Zinsänderungen verändert wird.

## Wirtschaftliche Aspekte
Bei der Schaffung von Anlageklassen (Rating) wird mit dem risikofreien Zinssatz eine Ausgangsbasis geschaffen. Alle mit dem gleichen Rating versehenen Finanzprodukte gehören zu einer einheitlichen Anlageklasse.	
Bei einer Investition ergibt sich die investitionsspezifische Eigenkapitalverzinsung aus dem risikofreien Zinssatz, der Marktrisikoprämie und dem Betafaktor der Investition. Der risikofreie Zinssatz enthält keine Risikoprämie, die auf effizienten Finanzmärkten als Aufschlag zusätzlich neben dem risikofreien Zinssatz bezahlt werden muss. Deshalb liegen die verschiedenen Formen der Marktzinsen über dem risikofreien Zinssatz.